# Quartier d’Auteuil
Das Quartier d’Auteuil ist das 61. der 80 Quartiers (Stadtviertel) von Paris im 16. Arrondissement.

Die Stadtviertel im 16. Arrondissement

## Lage
Der Verwaltungsbezirk im 16. Arrondissement von Paris liegt in einer Seineschleife und wird von folgenden Straßen begrenzt:
- Westen: Uferstraße Allée du Bord de l’Eau
- Norden: Rue de l’Assomption, Avenue de l’Hippodrome
- Osten: Quai Saint-Exupéry, Quai Louis Blériot
- Süden: Boulevard Anatole France, zurück zur Seine entlang der Grenze zum Département Hauts-de-Seine

## Namensursprung
Das Stadtviertel entspricht etwa der ehemals selbständigen Gemeinde Auteuil, die bis zur französischen Revolution bestand und 1860 eingemeindet wurde.

## Geschichte
Als 1860 Paris über die Mauer der Generalpächter hinaus zur Thiersschen Stadtbefestigung erweitert wurde, wurde per einfachem Dekret die Gemeinde Auteuil aufgelöst und das Gebiet zwischen Paris und Boulogne-Billancourt aufgeteilt, was in der Folgezeit bis 1929 zu Streitigkeiten führte.
Noch zu Beginn des 19. Jahrhunderts war Auteuil ein kleines, ruhiges, außerhalb der Stadt gelegenes Dorf. Erst durch die rasch anwachsende Bevölkerung und die weitreichenden städtebaulichen Maßnahmen des Stadtplaners von Napoleon III., Georges-Eugène Baron Haussmann, wurde Auteuil von der Hauptstadt in der zweiten Hälfte des 19. Jahrhunderts förmlich verschluckt. Dass diese Wandlung nach der Eingemeindung 1860 überraschend erfolgte, zeigt sich noch heute an der Tatsache, dass sich Auteuil an einigen Punkten seinen ursprünglichen, beschaulichen Charakter bewahrt hat. Neben den vornehmen, typisch haussmannschen Boulevards mit schnurgerade gezogenen Häuserzeilen und vergoldeten Balkongeländern finden sich Straßenzüge mit kleinen, ländlichen Wohnhäusern und Geschäften.
Auteuil war bereits vor seiner Eingemeindung ein beliebter Rückzugsort für Künstler und Autoren. So sind die dörflichen Züge Auteuils in einigen impressionistischen Gemälden wiederzufinden. Eine der zentralen Gestalten der französischen Literatur des 20. Jahrhunderts, Marcel Proust, wurde in Auteuil geboren. Honoré de Balzac, der große Meister des französischen Realismus, wohnte ebenfalls eine Zeit lang unbehelligt in Auteuil. Der hochverschuldete Schriftsteller versteckte sich hier vor seinen Gläubigern in einem kleinen, unscheinbaren Haus mit Garten und nutzte stets einen Hinterausgang, der in die verwinkelten Gassen Auteuils mündete, um unerkannt zu bleiben. Heute ist dort das Musée Balzac untergebracht. Sir Benjamin Thompson, Graf von Rumford starb in Auteuil am 21. August 1814 nach einem Fieberanfall und ist dort beigesetzt. An sein philanthropisches Wirken erinnert ein Grabdenkmal.

Aufteilung des Gebiets der ehemaligen Gemeinde Auteuil zwischen Boulogne-Billancourt und Paris (rot)
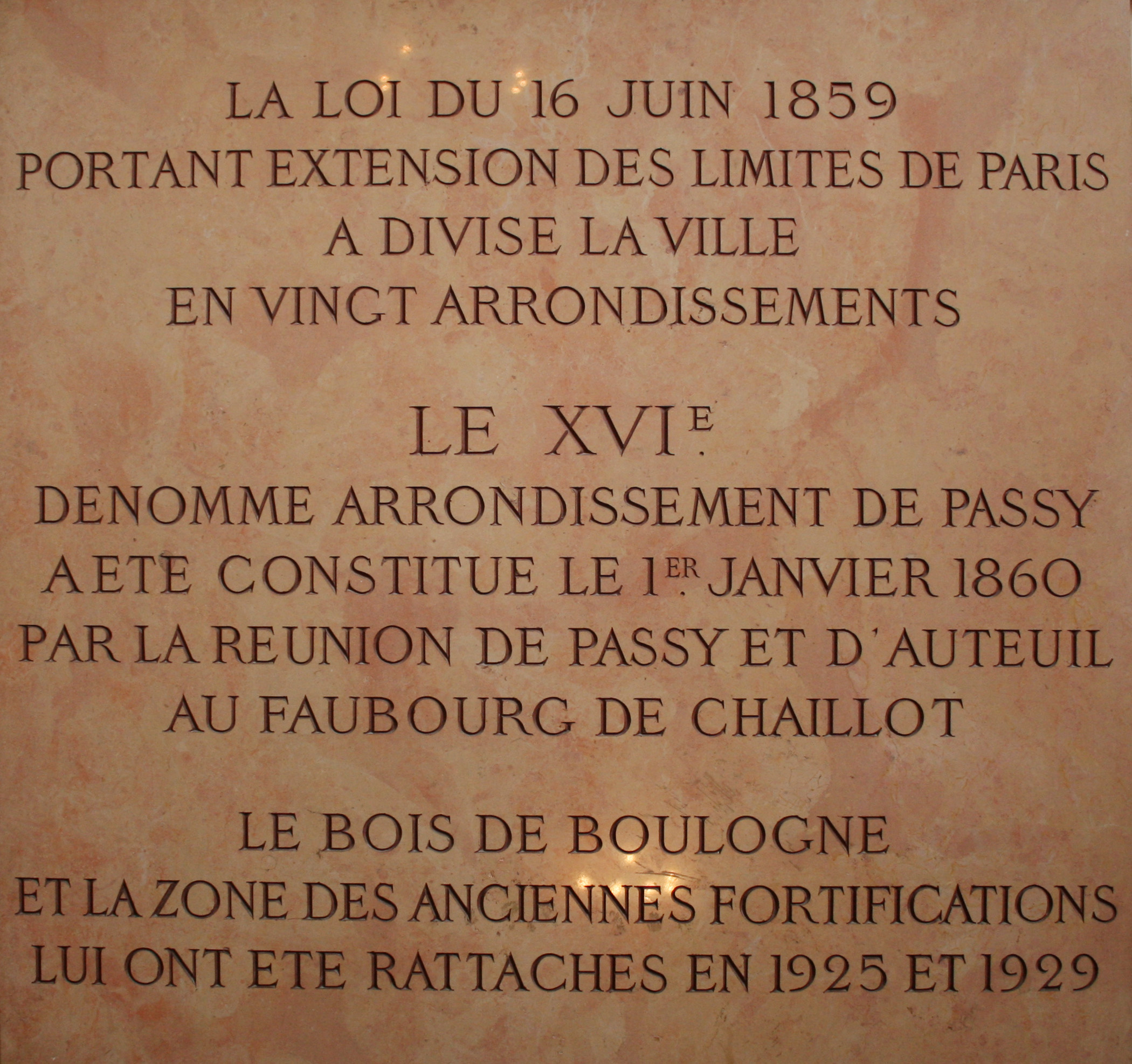
Gedenktafel zur Gründung des 16. Arrondissement als Folge der Erweiterung von Paris von 12 auf 20 Arrondissement

## Sehenswürdigkeiten
- Jardin des serres
- Église Notre-Dame-d’Auteuil (besonders der Glockenturm)
- Fondation Le Corbusier
- Haus von Olympe de Gouges (Rue du Buis 4)

## Persönlichkeiten
- Marcel Proust, französischer Schriftsteller, Kritiker und Intellektueller
- Hector Guimard, Art-Nouveau-Künstler

## In der Literatur
- Die ländliche Idylle von Auteuil wurden sehr genossen. Begüterte Pariser bauten hier ihre Landhäuser, wie es zum Beispiel im Le Comte de Monte-Cristo (1844, Alexandre Dumas) oder in   L’Éducation sentimentale (1869, Gustave Flaubert) beschrieben wird.
- In Le Flâneur des deux rives (1918, Guillaume Apollinaire), ist ein Kapitel dem "Souvenir d’Auteuil gewidmet.[4]